# Przełęcz Spytkowicka
Przełęcz Spytkowicka (709 m) – przełęcz w mezoregionie który w regionalizacji fizycznogeograficznej Polski według Jerzego Kondrackiego nazywa się Beskidem Orawsko-Podhalańskim, w nowszej regionalizacji z 2018 roku Pogórzem Orawsko-Jordanowskim. Znajduje się pomiędzy grzbietem o nazwie Łysa Góra o wysokości powyżej 800 m (po południowej stronie) a bezimiennym szczytem (795 m) po stronie północnej. Nazwa przełęczy pochodzi od miejscowości Spytkowice w województwie małopolskim, w powiecie nowotarskim, w gminie Spytkowice. Nazywana jest także przełęczą Bory Orawskie lub przełęczą Beskid. Pierwsza z tych nazw pochodzi od słowa bory, które w gwarze podhalańskiej i gwarze orawskiej oznacza tereny podmokłe lub torfowiska. Rzeczywiście, znajdują się takie po północnej stronie przełęczy. Beskidem dawniej nazywano po prostu grzbiet górski, a zwłaszcza przełęcz w tym grzbiecie.
Przez przełęcz przebiega droga krajowa nr 7 na odcinku od granicy państwowej w Chyżnem do Rabki-Zdrój, gdzie łączy się z drogą krajową nr 47 („zakopianką”). Przez Przełęcz Spytkowicką już od średniowiecza prowadził ważny trakt handlowy zwany Polską Drogą, łączący Polskę z Węgrami. Przewożono nim na Węgry m.in. sól z Wieliczki i ołów z Olkusza, a do Polski węgierską miedź. Pod przełęczą był budynek węgierskiej straży celnej i karczma. Obecnie odcinek tej drogi przez Przełęcz Spytkowicką nazywa się Słowacką Drogą, a przy Przełęczy Spytkowickiej znajduje się parking, z którego otwiera się widok na Babią Górę i Madejową.
Grzbietem, w którym znajduje się Przełęcz Spytkowicka biegnie Wielki Europejski Dział Wodny pomiędzy zlewiskami Bałtyku i Morza Czarnego.
Szlaki turystyczne
 Sidzina-Wielka Polana – Przełęcz Zubrzycka – Kieczura – Groniczek – Beskidy – przełęcz Pod Beskidami – Przełęcz Spytkowicka. Czas przejścia 4 h.
 Przełęcz Spytkowicka – Łysa Góra – Leszczak – przełęcz Nad Harkabuzem – Żeleźnica – przełęcz Pod Żeleźnicą. Czas przejścia 3 h.